# Templemars
Templemars – miejscowość i gmina we Francji, w regionie Hauts-de-France, w departamencie Nord.
Według danych na rok 1990 gminę zamieszkiwało 3359 osób, a gęstość zaludnienia wynosiła 729 osób/km² (wśród 1549 gmin regionu Nord-Pas-de-Calais Templemars plasuje się na 261. miejscu pod względem liczby ludności, natomiast pod względem powierzchni na miejscu 715.).